# Eleições europeias de 2014 em Vila Franca de Xira

## Resultados Oficiais
| Partido                 | Partido                               | Votos   | %               | +/-  |
| ----------------------- | ------------------------------------- | ------- | --------------- | ---- |
|                         | Partido Socialista                    | 12 897  | 30,75 / 100,00  | 3,11 |
|                         | Coligação Democrática Unitária        | 11 021  | 26,27 / 100,00  | 3,94 |
|                         | Aliança Portugal                      | 5 947   | 14,18 / 100,00  | 8,77 |
|                         | Partido da Terra                      | 2 890   | 6,89 / 100,00   | 6,18 |
|                         | Bloco de Esquerda                     | 2 416   | 5,76 / 100,00   | 8,09 |
|                         | LIVRE                                 | 984     | 2,35 / 100,00   | Novo |
|                         | PCTP/MRPP                             | 897     | 2,14 / 100,00   | 0,61 |
|                         | Partido pelos Animais e pela Natureza | 862     | 2,05 / 100,00   | Novo |
|                         | Outros                                | 1 224   | 2,91 / 100,00   |      |
| Votos Inválidos         | Votos Inválidos                       | 2 809   | 6,69 / 100,00   | 0,45 |
| Total                   | Total                                 | 41 947  | 100,00 / 100,00 |      |
| Eleitorado/Participação | Eleitorado/Participação               | 110 435 | 37,98 / 100,00  | 2,08 |

## Resultados por Freguesia
Os resultados seguintes referem-se aos partidos que obtiveram mais de 1,00% dos votos:
| Freguesia                                  | %     | %     | %     | %    | %    | %    | %    | %    | Votantes |
| Freguesia                                  | PS    | CDU   | AP    | MPT  | BE   | L    | PCTP | PAN  | Votantes |
| ------------------------------------------ | ----- | ----- | ----- | ---- | ---- | ---- | ---- | ---- | -------- |
| Alhandra, Calhandriz e São João dos Montes | 30,19 | 33,37 | 11,72 | 5,91 | 5,34 | 2,05 | 1,96 | 1,51 | 4 498    |
| Alverca do Ribatejo e Sobralinho           | 31,59 | 26,28 | 13,32 | 7,18 | 5,28 | 2,48 | 1,74 | 2,14 | 11 316   |
| Castanheira do Ribatejo e Cachoeiras       | 33,85 | 27,90 | 13,35 | 5,67 | 4,77 | 2,10 | 2,47 | 1,44 | 2 434    |
| Póvoa de Santa Iria e Forte da Casa        | 30,56 | 21,67 | 15,56 | 7,91 | 6,33 | 2,61 | 2,29 | 2,48 | 12 034   |
| Vialonga                                   | 28,59 | 31,66 | 10,96 | 6,40 | 6,08 | 2,14 | 2,41 | 2,39 | 5 613    |
| Vila Franca de Xira                        | 30,68 | 24,49 | 18,18 | 5,98 | 5,93 | 2,35 | 2,33 | 1,14 | 6 052    |
| Vila Franca de Xira                        | 30,75 | 26,27 | 14,18 | 6,89 | 5,76 | 2,35 | 2,14 | 2,05 | 41 947   |

#### Alhandra, Calhandriz e São João dos Montes
| Partido                 | Partido                               | Votos  | %               |
| ----------------------- | ------------------------------------- | ------ | --------------- |
|                         | Coligação Democrática Unitária        | 1 501  | 33,37 / 100,00  |
|                         | Partido Socialista                    | 1 358  | 30,19 / 100,00  |
|                         | Aliança Portugal                      | 527    | 11,72 / 100,00  |
|                         | Partido da Terra                      | 266    | 5,91 / 100,00   |
|                         | Bloco de Esquerda                     | 240    | 5,34 / 100,00   |
|                         | LIVRE                                 | 92     | 2,05 / 100,00   |
|                         | PCTP/MRPP                             | 88     | 1,96 / 100,00   |
|                         | Partido pelos Animais e pela Natureza | 68     | 1,51 / 100,00   |
|                         | Outros                                | 119    | 2,65 / 100,00   |
| Votos Inválidos         | Votos Inválidos                       | 239    | 5,32 / 100,00   |
| Total                   | Total                                 | 4 498  | 100,00 / 100,00 |
| Eleitorado/Participação | Eleitorado/Participação               | 10 462 | 42,99 / 100,00  |

#### Alverca do Ribatejo e Sobralinho
| Partido                 | Partido                               | Votos  | %               |
| ----------------------- | ------------------------------------- | ------ | --------------- |
|                         | Partido Socialista                    | 3 575  | 31,59 / 100,00  |
|                         | Coligação Democrática Unitária        | 2 974  | 26,28 / 100,00  |
|                         | Aliança Portugal                      | 1 507  | 13,32 / 100,00  |
|                         | Partido da Terra                      | 813    | 7,18 / 100,00   |
|                         | Bloco de Esquerda                     | 598    | 5,28 / 100,00   |
|                         | LIVRE                                 | 281    | 2,48 / 100,00   |
|                         | Partido pelos Animais e pela Natureza | 242    | 2,14 / 100,00   |
|                         | PCTP/MRPP                             | 197    | 1,74 / 100,00   |
|                         | Outros                                | 323    | 2,84 / 100,00   |
| Votos Inválidos         | Votos Inválidos                       | 806    | 7,12 / 100,00   |
| Total                   | Total                                 | 11 316 | 100,00 / 100,00 |
| Eleitorado/Participação | Eleitorado/Participação               | 28 919 | 39,13 / 100,00  |

#### Castanheira do Ribatejo e Cachoeiras
| Partido                 | Partido                               | Votos | %               |
| ----------------------- | ------------------------------------- | ----- | --------------- |
|                         | Partido Socialista                    | 824   | 33,85 / 100,00  |
|                         | Coligação Democrática Unitária        | 679   | 27,90 / 100,00  |
|                         | Aliança Portugal                      | 325   | 13,35 / 100,00  |
|                         | Partido da Terra                      | 138   | 5,67 / 100,00   |
|                         | Bloco de Esquerda                     | 116   | 4,77 / 100,00   |
|                         | PCTP/MRPP                             | 60    | 2,47 / 100,00   |
|                         | LIVRE                                 | 51    | 2,10 / 100,00   |
|                         | Partido pelos Animais e pela Natureza | 35    | 1,44 / 100,00   |
|                         | Outros                                | 45    | 1,86 / 100,00   |
| Votos Inválidos         | Votos Inválidos                       | 161   | 6,62 / 100,00   |
| Total                   | Total                                 | 2 434 | 100,00 / 100,00 |
| Eleitorado/Participação | Eleitorado/Participação               | 6 572 | 37,04 / 100,00  |

#### Póvoa de Santa Iria e Forte da Casa
| Partido                 | Partido                               | Votos  | %               |
| ----------------------- | ------------------------------------- | ------ | --------------- |
|                         | Partido Socialista                    | 3 678  | 30,56 / 100,00  |
|                         | Coligação Democrática Unitária        | 2 608  | 21,67 / 100,00  |
|                         | Aliança Portugal                      | 1 873  | 15,56 / 100,00  |
|                         | Partido da Terra                      | 952    | 7,91 / 100,00   |
|                         | Bloco de Esquerda                     | 762    | 6,33 / 100,00   |
|                         | Partido pelos Animais e pela Natureza | 314    | 2,61 / 100,00   |
|                         | LIVRE                                 | 298    | 2,48 / 100,00   |
|                         | PCTP/MRPP                             | 276    | 2,29 / 100,00   |
|                         | Outros                                | 400    | 3,32 / 100,00   |
| Votos Inválidos         | Votos Inválidos                       | 873    | 7,26 / 100,00   |
| Total                   | Total                                 | 12 034 | 100,00 / 100,00 |
| Eleitorado/Participação | Eleitorado/Participação               | 32 657 | 36,85 / 100,00  |

#### Vialonga
| Partido                 | Partido                               | Votos  | %               | +/-   |
| ----------------------- | ------------------------------------- | ------ | --------------- | ----- |
|                         | Coligação Democrática Unitária        | 1 777  | 31,66 / 100,00  | 4,00  |
|                         | Partido Socialista                    | 1 605  | 28,59 / 100,00  | 6,07  |
|                         | Aliança Portugal                      | 615    | 10,96 / 100,00  | 10,29 |
|                         | Partido da Terra                      | 359    | 6,40 / 100,00   | 5,64  |
|                         | Bloco de Esquerda                     | 341    | 6,08 / 100,00   | 7,58  |
|                         | PCTP/MRPP                             | 135    | 2,41 / 100,00   | 0,15  |
|                         | Partido pelos Animais e pela Natureza | 134    | 2,39 / 100,00   | Novo  |
|                         | LIVRE                                 | 120    | 2,14 / 100,00   | Novo  |
|                         | Outros                                | 180    | 3,20 / 100,00   |       |
| Votos Inválidos         | Votos Inválidos                       | 347    | 6,18 / 100,00   | 0,77  |
| Total                   | Total                                 | 5 613  | 100,00 / 100,00 |       |
| Eleitorado/Participação | Eleitorado/Participação               | 16 238 | 34,57 / 100,00  | 2,46  |

#### Vila Franca de Xira
| Partido                 | Partido                               | Votos  | %               | +/-  |
| ----------------------- | ------------------------------------- | ------ | --------------- | ---- |
|                         | Partido Socialista                    | 1 857  | 30,68 / 100,00  | 3,57 |
|                         | Coligação Democrática Unitária        | 1 482  | 24,49 / 100,00  | 5,47 |
|                         | Aliança Portugal                      | 1 100  | 18,18 / 100,00  | 9,61 |
|                         | Partido da Terra                      | 362    | 5,98 / 100,00   | 5,57 |
|                         | Bloco de Esquerda                     | 359    | 5,93 / 100,00   | 8,74 |
|                         | LIVRE                                 | 142    | 2,35 / 100,00   | Novo |
|                         | PCTP/MRPP                             | 141    | 2,33 / 100,00   | 0,86 |
|                         | Partido pelos Animais e pela Natureza | 69     | 1,14 / 100,00   | Novo |
|                         | Outros                                | 157    | 2,59 / 100,00   |      |
| Votos Inválidos         | Votos Inválidos                       | 383    | 6,32 / 100,00   | 0,48 |
| Total                   | Total                                 | 6 052  | 100,00 / 100,00 |      |
| Eleitorado/Participação | Eleitorado/Participação               | 15 587 | 38,83 / 100,00  | 0,22 |